# Скот Тауншип (Пенсилванија)
Скот Тауншип (енгл. Scott Township) град је у америчкој савезној држави Пенсилванија.

## Демографија
По попису из 2000. године број становника је 17.288.
| Група             | 2000.          | 2010.    |
| Белци             | 15.706 (90,8%) | 0 (0,0%) |
| Афроамериканци    | 198 (1,1%)     | 0 (0,0%) |
| Азијати           | 1.067 (6,2%)   | 0 (0,0%) |
| Хиспаноамериканци | 117 (0,7%)     | 0 (0,0%) |
| Укупно            | 17.288         | 0        |